# ロードス島戦記の登場人物
ロードス島戦記の登場人物（ロードスとうせんきのとうじょうじんぶつ）では、『ロードス島戦記』のリプレイと小説及びそのメディアミックス作品に登場するキャラクターについて説明する。なお、『ロードス島伝説』のキャラクターについてはロードス島伝説#登場人物を、『新ロードス島戦記』のキャラクターについては新ロードス島戦記#登場人物を参照のこと。
特に断りの無い場合、小説版の設定を記述している。

## 主人公とその仲間たち

### パーン一行
パーン
「ロードス島戦記」1-5巻、及び7巻の主人公。ザクソン村出身の若者で、当初は未熟ながらも数々の冒険を経て経験を積み、やがてロードス有数の戦士に成長する。どの国家にも属さず民衆の為に剣を振るう「自由騎士」として活躍し、後に「ロードスの騎士」の称号を与えられる。
風の精霊王が封じられた塔に残されていた魔法の武器防具一式を装備しており、それは対精霊王用の武具「鎮めるもの（サプレッサー）」であったことが『魔法戦士リウイ』シリーズで明かされる。
元は「TRPGリプレイ第1部」のプレイヤーキャラクター。『コンプティーク』連載時のプレイヤーは北川直。名前の由来は明らかではないが、他のプレイヤーからは、アン・マキャフリイの小説『パーンの竜騎士』との関連を問われていた。通称「無理・無茶・無謀の暴走戦士」。
ディードリット
「ロードス島戦記」のヒロイン的存在。帰らずの森出身のハイエルフで、人間から見ると不老不死に等しいほど長命なことから「永遠の乙女」とも呼ばれる。閉ざされたエルフ世界の外を見るため帰らずの森を出、パーン達の旅に同行し、その後も絶えずパーンと行動を共にしている。
ハイエルフであるため精霊との親和性が非常に高く、「炎の魔神」事件では古の契約に縛られていた風の精霊王「ジン」と「破壊の炎」を司る精霊王「エフリート」を解放し、ハイエルフの間でも伝説と化していた「再生の炎」を司る上位精霊「フェニックス」を目の当たりにすることになる。
「ロードスの騎士」に寄り添うエルフの美姫として、自身もまた伝説的な存在となっていく。
元は「TRPGリプレイ第1部」のプレイヤーキャラクター。『コンプティーク』連載時のプレイヤーは山本弘。トラップやトリックを見破るのが巧み。出渕裕のイラストや紅一点だったことにより人気票が集まった。
エト
パーンの友人。至高神ファリスの神官。カーラとの対決後は、仲間と別れてヴァリスやファリス教団の復興に尽力し、後にヴァリス国王となる。神官王とも呼ばれる。
元は「TRPGリプレイ第1部」のプレイヤーキャラクター。
スレイン
パーンの故郷ザクソン村で隠遁生活を送っていたアラニアの「賢者の学院」出身の魔術師。スターシーカー（星を探す者）を名乗り、魔術師ならではの奇行癖もあり周囲からは変人と見られていた。
無謀とも言えるパーン達の行動を心配して旅に同行、カーラとの対決後はレイリア保護のため共にアラニアに帰還、後にレイリアと結婚する。
英雄戦争時のヴァリスにてフレイムの宮廷魔術師に招かれ一旦は固辞。ザクソンの相談役として村の自治を指導していたが、火竜山での戦い・ハイランド公国の紛争に尽力した後、パーンがカノン自由軍に参加するのを見届けて、ついにその座に就く。
元は「TRPGリプレイ第1部」のプレイヤーキャラクター。プレイヤーは連載版・文庫版ともに吉岡太郎。薀蓄好きはそのプレイスタイルに由来する。「ですよお〜」という間伸びした口調。非常にのんびりした性格で、連載時の欄外のキャラ紹介でGMをイライラさせると書かれるほど。他のプレイヤーからは「腐れ魔法使い」と呼ばれていた。
ウッド・チャック
アラニアの首都アランの盗賊。ウッド・チャックは通り名であり、ジェイ・ランカードという本名を持つが、本名の姓は虚栄心から自分で付けた物である。
若い頃の盗みにより逮捕され、22年も牢獄生活を送っていた。アラニア王子誕生の恩赦により出所したところでパーン達と出会い、以後の旅に同行する。
ブランクはあるもののパーティでは一番世俗的な知識・経験に長けており、情に厚い一面もある。しかし自分の将来に対する危機感からか金銭や野心などに固執する面もある。
後に、カーラの力を得ようとした（OVAではカーラの魔力が残っていたサークレットにギムの死を嘆いた隙を突かれ無理矢理はめられた）が失敗し、カーラに体を支配されてしまう（ウッド・チャックを宿主とした状態のカーラは、便宜上「ウッド・カーラ」と呼ばれている）が、パーンたちの活躍により解放された。
元は「TRPGリプレイ第1部」のプレイヤーキャラクター。カーラのサークレットを奪ってその力を得ようとする結末は、プレイヤーの行動によるものらしい（雑誌掲載はされなかった）。
ギム
北のドワーフ族の出身で大ニースとは幼なじみ。歴戦の戦士。レイリア失踪時の出来事に関して強い責任を感じており、ついに捜索の旅に出る。
途中でパーン達と同行することになったが、常にレイリア捜索を優先していた。パーティの主戦力として力を発揮していたが、静寂の湖におけるカーラとの対決で死亡した。
ドワーフらしく細工の腕が巧みであり、その最後の作品となった髪飾りはスレインの手からレイリアへと贈られた。
元は「TRPGリプレイ第1部」のプレイヤーキャラクター。プレイヤーは安田均。名前は『指輪物語』のギムリから。
レイリア
ニースの養女でマーファの神官であったが、神殿に侵入した「灰色の魔女」カーラを倒したため憑依される。パーンらの活躍で解放され、その縁で魔術師スレインと結婚し、娘ニースをもうける。
ある冒険者達が破壊神カーディス教団の最高司祭にして「亡者の女王」と呼ばれたナニールの復活を阻止した際、その魂を宿し、冒険者の友人である騎士ピートの娘として生まれたのがレイリアである。彼女は大ニースの元に預けられ、養母と信仰の力によって本来の魂はナニールの魂に喰われることなく、ナニールの魂は眠ったまま娘ニースの魂として受け継がれて生まれる。
憑依に伴ってカーラの持つ古代魔法王国時代からの記憶と知識を解放後も保持しており、普段は封印しているが必要に応じてその一端をのぞかせる。
ウッド・チャックが解放された後、彼女は自らの意思でカーラの額冠を再び身に着ける。今度は支配されることはなく、カーラは眠りにつくこととなった。彼女はいずれ自らが最期を迎える時にマーファの降臨を願い、カーラの魂を解放するつもりでいる。
フォース
ライデン盗賊ギルドのギルドマスターの養子で、養父を裏切り殺害して新たなギルドマスターとなった男の追っ手から逃れるためにシュードと名乗り、義兄サーディー（デニ）とともにフレイム傭兵隊に身を隠していた盗賊・吟遊詩人。「優男」という二つ名を持つ美男子。後に裏切り者の男を殺害し、ライデンの盗賊ギルドを再興してギルドマスターになる。過去の体験から「女は毒使いだ」という偏見を持つ極度の女嫌いで、女性に近づかれることさえ嫌がる。
デニの他に2人の兄がいたらしく、名前の由来は「4番目」から（ただし、これは小説版で作られた後付け設定）。
アシュラム一行との戦いでは、スメディに倒されたシーリスに気を取られた事が、無二の親友マーシュの死につながった。フォースは「やはり女は疫病神だ」と激しく後悔した。
元は「TRPGリプレイ第2部」のプレイヤーキャラクター。プレイヤーはスレインと同じ吉岡太郎。女嫌いという設定は魅力 (Charisma)の数値が高かった事をプレイヤーがネタにしたもの。
デニ
本名はサーディー。義弟フォースとともにフレイム傭兵隊に身を隠していた盗賊。両手に2本の小剣を持って戦い、「両腕落とし」という二つ名を持つ。小柄で醜い容貌。「砂塵の塔」探索の途上、砂漠の怪物「砂走り」に襲われて命を落とす。
マーシュ
フレイム傭兵隊に所属する巨体の戦士。「斧使い」の二つ名を持つが、「砂塵の塔」の探索以後は、塔の武器庫で見つけた魔法の大剣を武器とする。
後にフォースの補佐役としてライデン盗賊ギルドの幹部になるが、フォースを庇ってスメディに殺される。
セシル
フルネームはセシル・ファーレンス。スレインがザクソン自治活動を指導していた時、押しかけ弟子となった魔術師。元々はアラニアの貴族の家系に生まれた。美しい金髪を持ち、女性的な容貌の男性だが、そのコンプレックスから男性であることを必要以上に強調する言動を取る。短気かつ直情的な性格で、スレインからは「昔のパーンにそっくり」と言われている。パーンから剣を教わり、並の戦士と充分渡り合えるほどの技量を持つため、戦いの際には魔法を使わず白兵戦を挑むことが多い。スレインがザクソンを去った後は、彼の後を引き継いで村の相談役となった。
「魔獣使い」と呼ばれる女性エレーナと知り合い心惹かれるが、彼女とは「最も親しい友人」以上の関係には進まず、最終的にはエレーナは別の男性と結ばれるなど、女性関係では不器用で報われない側面が描かれている。
アラニア内戦終結後のザクソン自治領の扱いについて、併合しようとするロベス王に最初は反発するものの、スレインの勧めを受け入れ、ザクソン伯爵に叙爵されて（後に侯爵へ陞爵）、実質的には従来通りの自治を継続させる。また、アラニア宮廷魔術師も兼任することになる。しかし後に王都アランで不可解な死を遂げ、以降50年以上に亘ってザクソンを始めとする北部アラニアは新領主を拒否し、再び完全な自治状態になる。
元は「TRPGリプレイ第2部」のプレイヤーキャラクター。耐久力 (Constitution)の能力値が最大値であり、魔術師でありながら戦士並みのヒットポイントを誇るため、魔法よりも殴り合いを好むプレイスタイルとなり、それが上記の性格の基となった。文庫版では「クレバー」をモットーにしているが、結局その行動原理はほとんど変わっていない。
オルソン
シーリスの相棒の傭兵。優秀な精霊使いとしての素養があったが、幼い頃、妖魔たちに最愛の姉を惨殺された事で、怒りの精霊フューリーにとりつかれた狂戦士（バーサーカー）となる。アシュラムに魂砕きで斬られた事と、水竜エイブラの咆哮を受けた事によりフューリーの支配を逃れ、一時的に狂戦士ではなくなるが、シーリスの危機を救う為自ら望んで再び狂戦士と化し、女戦士スメディと精霊使いアスタールを道連れにして死亡。その亡骸はシーリスの手により火竜山の山肌に埋葬された。OVA版では戦死せず、仲間達と共にパーンやディードリットを見送る。
元は「TRPGリプレイ第2部」のプレイヤーキャラクター。『コンプティーク』掲載時のリプレイでは、個性付けのため『ジョジョの奇妙な冒険』のディオ・ブランドーを模した「ウリィィィ!」という雄叫びとともに剣を振るう（小説版では狂戦士化した時のみに叫び、「リィィ」に変更されている）。シューティングスターとの戦いを前に、アシュラム配下の戦士と戦って死亡。レイリアが蘇生の魔法とウィッシュ（神に祈願して望み通りの奇跡を起こす高レベルの呪文）の魔法をかけるが、どちらも判定（独自の追加ルール）に失敗し死亡が確定する（オルソンのプレイヤーは、その後しばらくパーンをPCとして使用する）。その後「魂の水晶球」の力で復活したか否かは不明、という結末だったが、「TRPG第3部」ではNPCでルード解放軍のリーダーとして登場、シャイニングヒルでの戦いで戦死して「真騎士」の称号を得ている。口癖は「だよ〜ん」。後にプレイし直した文庫版第2部ではシューティングスター戦にパーンとディードリットはおらず、PC勢の戦士（オルソン・シーリス・マール）は全滅するが、レイリアの魔法と魂の水晶球で全員復活している。文庫版のクラスはウォリアー。
シーリス
カノンの貴族出身の女傭兵。オルソンを相棒としていた。後にレドリックの妻のハイランド王妃となり、火竜に乗るようになる。父親はカノンの近衛騎士隊長でレオナーの剣の指南もしたウェイマー・ラカーサ伯爵。
元は「TRPGリプレイ第2部」のプレイヤーキャラクター。文庫版のクラスはウォリアー。
ホッブ
フレイムのマイリー神殿の司祭。「勇者の導き手」と呼ばれ、カシュー王の信任も厚く、砂漠の民の気性もありその神殿はロードス一の規模に成長した。その実力から将来はマイリー教団の次代大司祭（最高司祭）と目されていたが、マーモの黒衣の将軍アシュラムの人柄に惹かれ、彼の支配の王錫探索の旅に付き従う。自らが勇者と見込んだアシュラムが、カシューとの一騎打ちに敗れた後に卑怯な行動を取りそれを恥じて火竜山の火口に身を投げたことで、自らの信仰と信念を大きく揺るがされ、改めて「勇気」と「勇者」を考え直すために、パーンに忠誠を誓いその旅に同行して、カノン自由軍によるカノン解放運動にも参加した。邪神戦争終結時、パーンの勧めによって、新天地を目指すアシュラムを再度勇者として従いロードス島を離れた。
シャリー
ホッブの弟子で、フレイムのマイリー神殿の侍祭。妙齢の女性。「太守の秘宝」探索の旅ではパーン側につき、アシュラムに付き添うホッブとは敵同士の関係になった。魔竜騒動の後、ホッブがパーンの冒険に従うことになったため、フレイムに戻り彼の神殿を引き継ぐことになる。シャリー本人は、ホッブが神殿に戻ってくることを願っており、あくまで神殿の留守を預かっているという考えであったため、その実力にもかかわらず司祭就任を固辞し、侍祭の地位にとどまり続けていた。だが邪神戦争終結後、ホッブがロードス島を離れてしまったため、この願いは叶えられず、最終的に司祭に就任することを了承する。
元は「TRPGリプレイ第2部」のNPC。文庫版では、途中でPC達がマーモの海賊船に捕まる中、マールがひとりだけ逃亡に成功したため、一時的にマールのプレイヤーがシャリーとして参加。普通に話して語尾に無理矢理「だわ」「わよ」「ですわ」などと付ける口調になった。
マール
アレクラスト大陸から渡ってきたグラスランナー。本職は吟遊詩人らしいが、盗賊業も得意としている。すでに成長した男性ではあるが、種族の特徴でもある人間から見れば子供のような容姿と性格が、詩人としても盗賊としても仕事の助けとなっている。ロードス島に渡ったと噂される「大陸最強の剣士」剣匠ルーファスの消息を求め、彼のサーガを完結させるため、ロードス島にやって来た。しかし、パーン一行と知り合い、新しい英雄伝説の誕生に心惹かれ、パーンと同行することになる。パーンのもとでカノン自由軍のカノン解放運動に参加した。邪神戦争終結時、新たな冒険に興味を惹かれ、ホッブとともにアシュラムに付き従いロードス島を離れる。
性格はグラスランナーらしく陽気で好奇心が旺盛、危険なことは嫌いであるが、新しい冒険に興味がわいたらお構いなしについて行く。
元は「TRPGリプレイ第2部」のプレイヤーキャラクター。「ハーフリング・ソング」（小坂一也「青春サイクリング」の替え歌）、「降伏勧告のバラード」など数々の「持ち歌」を誇る（美声であるが音痴らしい）。連載版のクラスはハーフリング。文庫版では、フォースの他に2人目のスカウトは要らないということで、クラスがウォリアーになった。

### スパーク一行
スパーク
『ロードス島戦記』の6-7巻、および『新ロードス島戦記』の主人公。邪神戦争時は17歳。炎の部族の前族長ナルディアの従弟で、族長家で唯一生き残った男子だが、いまだ騎士叙勲を受けられず見習いのままでいることに焦っていた。マーモのダークエルフに強奪された「魂の水晶球」を奪還する使命を受け、仲間と共に旅することになる。邪神戦争後は騎士叙勲を受け、さらにフレイム王国の王位継承権第2位を得るも、自ら進んでマーモに留まり復興に尽力する。後にマーモ王国の初代国王になる。
元は「TRPGリプレイ第3部」のプレイヤーキャラクター。リプレイ版では21歳で、騎士叙勲を受けたばかりの新米騎士。「理性的」と自称するが、すぐにぶち切れる性格（名前の由来もそこから）。リーフが天敵。前半は愛馬「ライトニング」に乗っていた。実は船に弱い。また、キャラクターの能力値としては幸運度(LU)の値が低いということは無いのだが、ここぞという時の行為判定におけるダイス運が非常に悪く、仲間から「不幸騎士」の渾名で呼ばれ、「不幸の代名詞」として扱いも散々だった。クラスはナイト。
ニース（小ニース）
『ロードス島戦記』の6-7巻のヒロイン的存在。邪神戦争時は13歳。レイリアとスレインの娘にして、大地母神マーファの司祭。幼くして「聖女」「マーファの愛娘」の異名を持つ。六英雄の一人ニース（大ニース）の孫で、小ニースとも呼ばれる。
母レイリアは「亡者の女王」ナニールの魂を宿して生まれたが、ナニールは覚醒せずレイリアの魂を乗っ取ることなく眠ったままだった。その魂を母から受け継いだことから「亡者の女王」ナニールの転生として、破壊神カーディスの降臨を目論むマーモ帝国の宮廷魔術師バグナードに「ひとつの扉」たるその身を狙われる。
マーモ帝国滅亡後も自身の魂の一面との決着をつけるためマーモに残留し、マーファ神殿の待祭となる。
元は「TRPGリプレイ第3部」のNPC。リプレイ第3部は英雄戦争から5年後の「太守の秘宝」を巡る戦いから12年後という設定であるため、10年後という設定の小説版より年齢設定が高かった。人気投票では組織票が集まったスパークを抜いて1位になっている。
ギャラック
フレイム王国の傭兵。頬の傷から「青く流れる星」との呼び名を持つ。実はフレイムの貴族（男爵）で、傭兵の監視役を受け持っていた。「魂の水晶球」奪還の指名を受けたスパークに対し、密かに護衛の任を受けて同行する。バグナードとの戦いでは、スパークを危険にさらすまいと援護魔法なしで突撃して、「デスクラウド」（広範囲に即死効果をもたらす攻撃魔法）に抵抗できずに死んでしまう。ニースに降臨したマーファ神の奇跡により蘇る。
元は「TRPGリプレイ第3部」のプレイヤーキャラクターで、スパークとは親が親友同士の幼馴染の兄貴分という設定があった。30歳。自称「フレイムの白色彗星」。バグナードとの戦いでは、援護魔法がかかっていたにもかかわらず開幕1撃目のファイアーボールに1人だけ抵抗失敗して即死。レイリアの蘇生魔法もダイス運が悪く失敗したが、魂の水晶球で生き返ることができた。
ライナ
女盗賊。「魂の水晶球」を強奪したダークエルフに盗賊仲間を殺され、偶然出会ったスパーク一行に案内として加わった。後にギャラックと恋仲になり、彼の夫人になる。
元は「TRPGリプレイ第3部」のプレイヤーキャラクター。25歳。モットーは「実用的」。パーティ結成のために市中を歩いていたスパークの財布を掏摸、スパークのほうは行為判定に失敗したために財布を掏られたことに気づかず（上述の不幸騎士の発端ともなる）、ライナは自分の腕前をスパークに売り込むことになり、それが縁となってリーフやグリーバスとのパーティが結成されることになる。鞭と弓を使用し、戦闘のみならず捕虜の尋問などにも活躍した。
リーフ
カノン領でパーンやディードリットに助けられたハーフエルフの少女。ハーフエルフはエルフ女性が人間男性に襲われて生まれることが多いのに対して、リーフは父親がエルフで母親が人間である。「両親に愛されて幸せだった」との証言が、帰らずの森が開かれることになった要因の一つであることは間違いない。精霊使い（シャーマン）の傭兵としてスパークに同行。マーモ王国では衝突を繰り返すエルフとダークエルフの調停者の役割を担う。
元は「TRPGリプレイ第3部」のプレイヤーキャラクター。スパークのダイス目の悪さを真っ先に揶揄したことから、彼の不幸の元凶とも言われる。キャラクターの能力値としては、幸運度(LU)がパーティの中で最も低い。生き別れの母を探しており、一人でロードス島を旅するのは危ないとの理由でスパークからスカウトされパーティに加わる。読者投稿キャラの人間の女戦士リリアが母親として採用された。
ハーフエルフキャラとしてはかなり若い15歳という設定だが、プレイヤーが初心者で尚且つ女性でもあったために特別に認められたと言われていたが、のちに実際のプレイヤーはギムと同じ安田均と公式から暴露された。
アルド・ノーバ
フレイム王国の宮廷魔術師。風の部族の有力家系に生まれ、巨体とそれに見合った怪力の持ち主であり、当然戦士として期待されるも、鈍重で臆病な性格から魔術師になるべく宮廷魔術師スレインの弟子となる。
元は「TRPGリプレイ第3部」のプレイヤーキャラクター。35歳。イラストから「モアイ」と呼ばれる。リプレイではギャラックとは面識があり、任務の都合で魔法の使い手を捜していたスパークにギャラックが紹介する形になっている。能力値としては耐久力(EN)は高めだが、筋力(ST)は高いわけではない。
グリーバス
マイリー神官のドワーフ。ドワーフにしては珍しく、髭を短く切りそろえている。
元は「TRPGリプレイ第3部」のプレイヤーキャラクター。110歳。ストーリーの本筋と異なるところでウケを狙ってボケを繰り広げるプレイスタイルは、それまで一般的であったドワーフの真面目で重厚という固定観念を破壊した。自称「マイリーの白色矮星」。戦闘では、ギャラックとGGコンビを結成する。
スパークがライナに財布を掏られた際に居合わせ、スパークとライナが決闘するならマイリー神官として見届けようと名乗り出たところを、スパークにスカウトされてパーティ入りする。
なお、リプレイ第3部のプレイヤーは、リーフ以外はベテランが揃っていたとの事で、GMもパーティーの結成までプレイヤー任せにしていた。

## 六英雄
魔神戦争期に活躍した英雄たち。
ニース（大ニース）
「マーファの愛娘」の異名を持つ大地母神マーファの司祭。
魔神戦争後はアラニアにあるマーファ大神殿に復帰し、最高司祭にまで登りつめる。晩年は孫のニース（小ニース）と区別するため大ニースとも呼ばれた。
養女レイリアは英雄戦争で、孫の小ニースは邪神戦争で、それぞれ重要な役割を果たす事になる。
邪神戦争の一年前「邪悪な女神の復活の兆しを告げる神託」を受けるが、すべてを娘婿のスレインに託し、神託の十日後に逝去した。
ファーン
ヴァリス国王。「英雄王」や「白き王」などと呼ばれる。英雄戦争でベルドと戦い、斃れる。ファリス神の奇跡で作られた聖具「ローフルブレード」「ジャスティスコート」「リフレクトシールド」を所持していた。
ベルド
マーモ帝国の暗黒皇帝として君臨する。かつては「赤髪の傭兵」として知られていたロードス最強の戦士。英雄戦争でファーンを斃した直後、カシューと戦うも流れ矢によって生まれた隙を付かれて戦死。魔神王から奪った魔剣「魂砕き（ソウルクラッシュ）」を所持しており、その魔力により若さが保たれていた。
流れ矢が誰の放ったものかは不明だが、越智善彦版『灰色の魔女』ではカーラが放ったものというように描かれている。
ウォート
偏屈な老魔術師。「最も深き迷宮」の上に塔を建て、そこで隠遁生活を送っている。
世俗の争いには意図的に関わらないようにしていたが、邪神戦争時にフレーベと共に戦場に姿を現す。
フレーベ
魔神戦争の折に滅ぼされたドワーフの「石の王国」の「鉄の王」で、ベルドにも匹敵する最強の戦士。
魔神戦争後の活動は不明だが、邪神戦争の始まる1年程前からは兄弟国である「鉄の王国」で隠居生活を送っていたと思われる。邪神戦争時にウォートと共に戦場に姿を現す。
名もなき魔法戦士
顔を仮面で隠し「ロードスを憂う者」と称する、謎の魔法戦士。熟練の剣技と高度な魔法を駆使する。その正体は「灰色の魔女」カーラ。

## アラニア王国
カドモス七世
アラニアの国王。マーモ帝国のカノン王国占領を受けて、ヴァリス王国と協調してマーモ包囲網を構築するも、マーモに唆された弟ラスター公爵に家族諸共暗殺される。
ラスター
アラニア王弟。公爵。マーモと手を結び兄王一家を暗殺し、アラニア国王を僭称する。
アモスン
アラニア第2の都市ノービスを領する伯爵。ラスター公とアラニア国王の座を争う。
ロベス二世
アモスンの息子。ノービス陥落後はフレイム王国に亡命しカシュー王の庇護下に置かれ、邪神戦争勃発時にはフレイムによるアラニア侵攻の旗印となった。フレイム軍によりラスター公が滅ぶと、カシュー王の後ろ盾によってアラニア国王に即位した。表向きはカシューに対して従順な態度を装っているが、裏では王国の伝統と歴史を背負う者として新興国のフレイムとその主たるカシューを完全に見下しており、カシューもそれを承知で推戴した。正論をもって政治を糺すと宣言して臣従したセシルを表面的には受け入れつつ内心では歯牙にもかけておらず、ザクソンの自治の精神も世迷い言のたぐいとみなしている。
ラルカス
アラニアの「賢者の学院」の学院長で、かつてのバグナードの師。禁断の知識に手を染めたバグナードを、魔法を唱えると激痛が走るようになる呪いの魔法をかけて追放した。
ジャグル
アラニア賢者の学院の老師。荒廃した学院に最後まで残っている。
ラーズ
アラニア賢者の学院の導師。セシルの師。
パーシア
アラニアの司法官。公爵。
ジェルジュ
アラニア鉄網騎士団の将軍。ラスターの部下で、アスモンとの内戦に勝利した後のノービス伯として街を守備する。
タルケ
アラニアの侯爵。新王ロベスにより宰相に任じられる。
ピート
ナニールが封印されている地下墳墓の守護を任されていたアラニアの騎士。レイリアの実父にあたる。『TRPGリプレイ第3部』収録の「第五の封印」に登場。
イメーラ
ピートの夫人。レイリアの実母にあたる。『TRPGリプレイ第3部』収録の「第五の封印」に登場。
ピートの旧友
元アラニアの騎士の冒険者。仲間と共に白竜山脈の真銀の洞窟に潜るが、精霊王ベヒモスの怒りを買って地震を起こしてしまい、地下墳墓の入り口が開かれるというナニール復活の間接的な原因となる。ピートの館を訪れた際に事件に巻き込まれ、不完全ながら復活しかけていたナニールを仲間と共に打ち倒した。『TRPGリプレイ第3部』収録の「第五の封印」に登場。

### ザクソン
フィルマー
アラニア北部、ザクソンの村の村長。止めても聞かずにゴブリン退治に行ったパーンの身を案じ、助力をスレインに頼んだ。
リプレイ版では、ザクソンの村長はゴブリン退治の依頼者。文庫版リプレイでは、報酬値上げ要求を次の村長選挙の票と引き換えに飲むような人物だった。
モート
ザクソンの村の雑貨屋の主人。村一番の情報通。
ザムジー
ザクソンの村の猟師。弓の名手。
ライオット
ザクソンの村のきこり。村一番の力持ち。

アーティン
ザクソンの村の少年。

エイビス
ザクソンの村の自警団の一員。セシルの信頼も厚い。

## ヴァリス王国
英雄戦争時の国王は、六英雄の一人でもあるファーン。ファーンが斃れた後は、ファリス神官のエトが国王の座に就いた。
テシウス
パーンの父。ヴァリスの聖騎士であったが、国境守備の任務中に山賊に襲われた村から助けを求められ、任務を放棄して単身山賊と戦う事を決意した。村を救うことには成功するが自らは山賊との戦いの中で戦死。その行いは本来賞賛されるべきものであったが、任務を放棄したことは紛れも無い事実であり、表向きは「騎士の誓い」を破った不名誉な罪で騎士位を剥奪される。しかしその決断は「名誉のひとつの形」として聖騎士たちの心の中に残り続け、やがてパーンの伝説とともにロードスに広まっていく。
パーンが最初に身に着けていた鎧は彼の形見で、不名誉の証として紋章が削り取られていた。これもあって真相を知らぬザクソンの村人の間では「戦いが怖くなって逃げ出したところを後ろから討たれて死んだ」という噂が囁かれ、パーンもその風評に晒されていた。
SFC版では魔神戦争終結直後、王位継承を巡って混乱するヴァリス国内を奔走するファーンの従者として、新米騎士時代のテシウスが同行していた事が描かれている。これもあって本編でファーンがパーンの鎧をテシウスの物だと一目で見抜き、またテシウスの死を不名誉としなければならなかった事を深く嘆いていた理由が明かされた。
妻は、夫テシウスが死んだのち幼いパーンを連れてヴァリスを出奔、田舎村のザクソンに流れ着き、新王国暦502年に流行り病で死んだ。『新ロードス島戦記』では設定が改められ、ザクソンで存命していることがパーンの口から語られた。（パーンを快く思わない人物が少なくないことから、表向き死んだことにしていたとも考えられる。）
フィアンナ
ファーン王の娘でヴァリスの王女（ただしヴァリスの王位は世襲ではない為、王位継承権は無い）。前線で戦う兵たちを激励する為に王城を抜け出したところをカーラに誘拐され、パーンらに救出された事が縁となり、後にエトと結婚して王妃となる。
ジェナート
形式主義に堕した教団の改革を推し進めていたヴァリスのファリス神殿の高司祭。ファーンの支持を受け、後に最高司祭となる。
エルム
ヴァリスの宮廷魔術師。かつてはアラニアの賢者の学院でバグナードと並ぶ秀才として称えられていた。同じく学院の出身であるスレインとも面識がある。英雄戦争にて戦死。
レオニス
ファーンの近衛隊長。英雄戦争で戦死。
パウル
エト時代のヴァリス神聖騎士団の団長。

## フレイム王国
国王は、建国王でもある“傭兵王”カシュー。風の部族を基盤とし、後に炎の部族やその他近隣地域を併合した。
カシュー・アルナーグI世
フレイム王国の初代国王。剣匠、傭兵王とも呼ばれる。魔剣「ソリッドスラッシュ」を所持。
アレクラスト大陸出身で、生地は東部の城塞都市プリシスとの説が有力。かつて大陸最強を謳われた「剣匠ルーファス」その人である。
シャダム
風の部族の族長ムハルドの息子。爵位は公爵。自他共に認めるカシュー王の右腕で、本来は王国内のしかるべき地位に就くべきなのだが、頑なに傭兵隊長の地位に留まり続けていた。邪神戦争後はマーモ太守となる。太守位は暫定的なもので、スパークが公王襲位時にフレイム本国に引き上げている。この時、本国から派遣されていた内政官僚や武官もかなりの数が引き上げられたらしくマーモ公国におけるスパーク政権に揺らぎが生じている。この揺らぎが後に終末戦争への引き金になっている。
ナフカ
シャダムの妹。邪神戦争の1年前にカシューの王妃になった。砂漠の民の女性らしく腕も立つようで、シャダムいわく「王の護衛を増やすつもりで輿入れさせた」との事。しかし王妃が風の部族の出身である事は、後にスパークがマーモへ去ってしまう事と同様に、風の部族出身者と炎の部族出身者の勢力バランスを大きく損なうとの見方が、炎の部族の中にある。
ムハルド
風の部族の長でシャダムの父。フレイムの第一執政官。
ランデル
風の部族出身の侯爵。隻眼の老人。ヒルト太守。
フォザル
三軍に分かれている砂漠の鷹騎士団の三将軍の一人。風の部族出身。邪神戦争においてマーモの闇の森で戦死。
ゲナール
三軍に分かれている砂漠の鷹騎士団の三将軍の一人。男爵。騎士としての規範に詳しく、大陸から渡ってきた貴族との噂もある。元はライデン傭兵隊隊長。邪神戦争におけるアラニアとの戦いで戦死。
ルーイェ
三軍に分かれている砂漠の鷹騎士団の三将軍の一人。侯爵。市街戦や攻城戦のほか、外交にも長ける。元は独立した都市国家ローランの太守。
ネイハム
近衛隊の近衛騎士隊長。なお近衛騎士隊長は三将軍と並ぶ重鎮職である。邪神戦争におけるアラニアとの戦いで戦死。
リルロ
ネイハムの後任の近衛騎士隊長。
ブランド
フレイムの財政をつかさどる。伯爵。元は末席ながらライデン評議会議員。
スィスニア
女盗賊。ライデン盗賊ギルドのギルド長にフォースが収まった後に作られたブレード支部の長。ライナより10歳ほど年上。フォースが女嫌いなため女盗賊はブレード支部に移転させられることが多く、ライナの推測ではそれを目的としてブレード支部が作られたのではないかとのこと。
リプレイ連載「D&Dライブ第二部」では盗賊ギルドの長だったが、最終回でカシュー王と結婚した。これは小説では、カシュー王を誘惑すると冗談で言っていたという形で僅かに受け継がれている。
ランディー
ブレードの盗賊。ライナにとっては盗賊仲間。ライナとともに魂の水晶球を盗んで逃亡中のダークエルフに遭遇するが、ライナが物音を立てるミスを犯したために殺され、その仇討ちがライナがスパーク一行に加わる動機になる。
ルキーニ
近衛隊の騎士隊長。カシューと共にシューティングスターと戦い、生き残った一人。
イアハート
スレイン門下の魔術師。アルド・ノーバと共に宝物庫の管理を担当する。魂の水晶球を盗みに来たダークエルフに殺害される。

イルク
風の精霊王ジン。アザートとの盟約に縛られていたがディードリットに解放され、以後はディードリットとの新たな盟約により彼女の召喚に応じる。

### 炎の部族
ダレス
炎の部族の族長。ナルディアの父親。503年、劣勢を挽回するためマーモ帝国の誘いに乗ってファラリス教団と結び、風の部族に攻勢を仕掛ける。しかし風の部族はカシューを王としてフレイム王国となって成長の一途を辿る。さらにファラリス教団との協力はヴァリス王国を敵に回すことになり、508年、カシューに敗れて戦死。
設定変更される以前に執筆された小説2巻では、英雄戦争中（510年）にカシューの留守を狙いシャダムに返り討ちに遭って戦死していたと語られている。
ナルディア
ダレスの一人娘。508年、族長一家で唯一の後継資格を有した男子となった幼い従弟スパークが成人して族長になるまでの代理として、14歳で炎の部族の女族長となる。以後、劣勢な炎の部族を率い、最後まで風の部族を率いるカシュー王と戦った。512年、エフリートの残り火に飛び込み自決、その最期は再生の炎を司る精霊「フェニックス」と共にパーンらの脳裏に刻まれた。
前族長の時代に協力関係にあったファラリス教団と手を切ったのは彼女の決断である。その際、ファラリス教団とは手切れとして宝を差し出して平和的決別を計ろうとするが、ファラリス神官エズードはナルディアへの個人的怨恨から幼いスパークを連れ去る。彼女が追跡して戦いスパークを奪還した。これは『新ロードス島戦記序章 炎を継ぐ者』に詳しい。
アズモ
炎の部族の精霊使い。遥か古代王国時代に精霊王と盟約を結んだアザートの子孫。カーラから忘れ去られた「アザートの盟約」について教えられ、炎の精霊王エフリートを盟約に基づいて従え、劣勢であった炎の部族の逆襲を支える。
なお、TRPGリプレイ『ロードス島伝説I 魔神襲来』のプレイヤーキャラクターの一人、アジールは彼の父親である。末子とされているので、彼には兄もしくは姉がいたらしい。

### ライデン
アサーム
シューティングスターが襲ってきたときのライデン評議会議長。己の財産のことしか考えていない俗物。
ライデン盗賊ギルドの長
先代の長を暗殺して長になった人物。先代の長の養子4人にも暗殺者を差し向けた。後に先代の養子の1人であるフォースによって打ち倒される。

## モス公国

### ハイランド
ジェスター
モス公国を構成する王国のひとつ「竜の目（ドラゴンアイ）」ハイランドの国王。レドリックの父親。魔神戦争の際には六英雄らとともに魔神と戦い、「彼が最後の決戦に参加していれば六英雄は七英雄になっていた」とまで称される勇者だったが、王太子としての立場上それは許されなかった。竜騎士のみが患う不治の病「竜熱」（ドラゴンフィーバー）に罹患して以来、かつての面影はほとんど無い。
邪神戦争時には既に他界しており、レドリックがハイランド国王に即位している。
レドリック
ハイランド王国の王子で竜騎士。巨人殺しの魔剣を探す時には偽名としてレッドと名乗っていた。後にシーリスと結婚し、父王の崩御後はハイランド王となり、モス統一を成し遂げる。
ラウド
ハイランドの竜騎士。炎の巨人との戦いで竜と共に戦死。
ジェイス
ハイランドの竜騎士。炎の巨人との戦いで戦死するが竜は生き残る。

### ヴェノン
ヴェーナー
モス公国を構成する王国のひとつ「竜の鱗（ドラゴンスケイル）」ヴェノンの国王。当時のモス公国公都ハーケーンを陥落させ、モス公王を僭称するが、後にハイランドに攻められ、自害した。
アラニアの王弟ラスター、炎の部族の神官アズモと共に、カーラに唆されロードスに混乱をもたらした一人。
炎の巨人
古代王国によって捕らえられ使役されていたファイアジャイアントの王。カーラの策によって、ヴェノンが遺跡に封印されていた炎の巨人を解放して使役した。強さ自体は通常のファイアジャイアントと変わらぬもの。

## カノン王国
邪神戦争時の国王は、“帰還王”レオナー。
レオナー
マーモ帝国に滅ぼされたカノン王国の第三王子。代々文人王が続いたカノン王家において、300年前の建国王エゾールI世以来と評せられた剣の達人。若くして王国随一の使い手・近衛騎士隊長ウェイマー・ラカーサ伯爵（シーリスの父親）をも凌駕する腕前となる。それゆえ、皇太子との間で後継問題が発生するのを恐れ国を出て各地を放浪、結果的にカノン滅亡時の災厄から逃れる。カノン滅亡後も思うところあってザップという偽名で野に隠れていたが、パーンとの出会いを契機に王子の身分を明かしてカノン王国解放に立ち上がり、王国再興後は「帰還王」と呼ばれた。
レオナーの王国出奔とカシューの登場がほぼ同時期であり、両者共に剣の達人であったことから、カシューの正体はレオナー王子であるとする噂が一時期生じていたが、カノンからの亡命者がカシューと対面し別人であると証言したことで立ち消えた。両者は後に対面するが、どちらが勝っても外交問題になりかねないとして、手合わせは見送られた。
剣の腕前は「自由騎士」パーンを凌駕し、ロードス最高の剣士であるカシューに匹敵するものと思われるが、身分を明かした後の活動がカノン王国内での抵抗運動に限られていたため、一般的には出奔時の「剣の達人」といった漠然としたものに止まっている。なお、ソード・ワールドRPGのロードス島ワールドガイドに掲載されたキャラクターデータでは、レオナーのファイター技能はアシュラムすら押しのけてカシューと同等に設定されている。ただし身体能力差と英雄ポイントの有無により、総合的にはカシューより弱くなっている。
フィニット
カノンの元宮廷魔術師。帰還したレオナーに仕える。
カーソン
カノン緑林騎士団の騎士。ナルガの村の元領主で、マーモ評議会が派遣した領主シャーナに協力している。
ギャリル
山賊の首領。カノン自由軍を名乗りマーモに反抗している。
ジョルド
帰らずの森で狩人をしている猟師の若者。ディードリットを負傷させてしまい気絶したディードリットの手当てをした。ディードリットは人間と話す機会を得て、人間を理解する第一歩となった。
ジョルドの父親
帰らずの森で猟をする狩人。精霊使いの素養があったのかエントの結界を見ることができた。ジョルドが帰らずの森で狩りができるのも、それらの位置を知らされているため。妻の病気を治すために大金を稼ごうとした結果、誤って帰らずの森に囚われてしまう。そのことにより同情が集まり、不幸中の幸い妻は神官の癒しにより助けられている。しかし彼は完全には囚われることなく、後にそれを知ったハイエルフの長老ルマースは事態を重く見てエスタスを刺客として送り込んだ。ディードリットの説得によりエスタスは彼を解放したが、異界と人間界は時間の流れが違うため人間界では15年の時が流れていた。
フォーガ
カノン辺境、ヴァリス王国アダン近くの国境の領主の息子。15歳。三男であるため継承権を持たず、父の計らいで支度金を与えられ、ザグとモナクシアを伴ってライデンに旅立ち、途中でアニスと出会ってパーティを組む。世間知らずのため仲間からは「坊っちゃん」と呼ばれる。叔父ファウゼンのもとで冒険者として身を立てんとしていたが、故郷滅亡の報せを聞いて帰国を目指し、その道中でザップこと冒険者時代のレオナー王子とも邂逅する。しかし必死な思いとは裏腹に、英雄戦争の戦局には一切影響を及ぼせないまま終戦を迎えてしまう。
15年後も相変わらず「坊っちゃん」と呼ばれる部分は残っているが騎士として大きく成長を遂げ、カノン自由軍として立ったレオナーに招かれて協力し、騎士長となっている。カノン解放の戦いにも大きく助力するが、戦後はレオナーからの御家復興の提案を断り、自由騎士としてロードス中の困難な人々を救うために遍歴する事を宣言した。これに対しレオナーからは餞として、カノンという「故郷」を与えられた。
なお父はレオナー王子の出奔にも手を貸しており、また祖父は魔神戦争期に石の王国のドワーフ、鏡の森のエルフたちを援助していた。
アニス
ライデンのチャ・ザ神殿に拾われて育ったハーフエルフの女性神官。59歳（人間換算で29歳）。神殿ではキュアウーンズによる治療以外はろくに修行をしておらず、後輩がキュアウーンズを習得したことでその座を譲って旅立った。その後、商隊の護衛をしていたところフォーガ達が路銀稼ぎのため合流、以降フォーガ達に同道する。
15年後は、容姿は変わらないまでも司祭として、癒し手となるまでに成長。ライデンとフレイム、カノン自由軍などの橋渡しを行い、フォーガの要請を受けた時はカノン自由軍に協力する。戦後もこのスタンスを崩す事はなく、時折フォーガの旅に同行するようになる。この際に、仲間たちと出会えたこと、そもそものきっかけである神殿に捨てられたこと、そうした人との交流で幸運をもたらしてくれる事がチャ・ザの加護でありその信仰だと信じている旨を語っている。
ザグ
石の王国の職人の血を引くドワーフの少年。17歳。故郷が滅んだことで一族は職を失い、ザグは野盗に身をやつしていたが、かつてフォーガの祖父に救われた一族の要請を受け、フォーガの旅に同行する。
15年後はドワーフとしても一人前となり髭を生やし、フォーガの下で密偵として活躍するまでに技量を伸ばした。カノン解放後も変わらずフォーガの密偵として共にあり、自由騎士として各地を旅する彼の世話を焼いている。
モナクシア
エルフの女性魔術師。極めて背が低く、その背を伸ばすために魔術師を志し、アラニアで修行に励んでいた。年齢28歳とエルフにしては際立って若い。かつてフォーガの祖父に救われた両親の要請を受け、フォーガの旅に同行する。
15年後は賢者の称号を得るまでに成長。念願かなってシェイプチェンジの呪文を習得し、背の高いエルフに変身できるようになった。フォーガには恩義があるもののレオナー王子や戦争には興味がないため、フォーガの頼みで同行する時以外はアラニアや鏡の森で魔法の修行を続けている。カノン解放後も変わらず修行に専念するが、師匠よりも技量が高まったことで教材不足に苦労しており、古代魔法王国時代の文献を求めて逆にフォーガ達を冒険に巻き込むようになる。またフォーガの成長を見届けたことでエルフの姿が変わらないものだという事実、背の小さいままの自分を受け入れ、コンプレックスは無くなった。
ファウゼン
フォーガの叔父。フォーガと同じ理由でカノンを離れ、大叔父を頼ってライデンに赴き、大叔父の家を継いで商人として成功、現在は評議会議員を目指して精力的に活動している。9歳の息子がいるためフォーガに家督を譲る気はないが、冒険者として身を立てんとする彼の後援者となる。
15年後はライデンがフレイムに併合された事で既得権益が薄れたため、より勢力を拡大しつつある。しかし息子も成人したため、そろそろ家督を譲る事を考えているようだ。

## マーモ帝国
マーモ帝国皇帝として公式に認められたのは、建国王であり六英雄の一人でもあった「暗黒皇帝」ベルドのみ。ベルド亡き後は、帝国ながら皇帝位は不在となっており、4人の有力人物が評議会を結成し統治していた。

### マーモ評議会
アシュラム
暗黒騎士。常に「影纏い（シャドウ・ウィルダー）」という黒い鎧を身に纏い、マーモ帝国の暗黒騎士団を率いて「黒衣の将軍」と呼ばれる。ベルドの死後は彼の魔剣「魂砕き（ソウルクラッシュ）」を受け継ぎ、評議会の一角をなす。戦いの中でパーンの宿命のライバルとなる。
後に神獣王バルバスとの契約により、隔絶された大地クリスタニアに辿り着き、漂流王と呼ばれることになる。
バグナード
宮廷魔術師。ベルドの死後、評議会の一角をなす。グローダーら一門の魔術師を率い「黒の導師」と呼ばれる。
師ラルカスの制約（ギアス）の魔法により、魔法を唱えると常人には耐え難い激痛を伴うが、強靭な精神力で集中を途切れさせることなく魔法を使用することができる。
サルバーンの魔術書から死霊魔術の奥義を修得、また「知識の額冠」から得た知識を元に2つの鍵の探索を開始、邪神カーディスの力でより確実なものとして「不死の王（ノーライフキング）」として転生を果たす。
ショーデル
暗黒神ファラリス教団の最高司祭。「闇の大僧正」とも呼ばれる。ベルドの死後、評議会の一角をなす。
邪神戦争末期のマーモ島での戦いでは、その最期の時にファラリス神を自らに降臨させ、祭壇の間に攻め込んだ宿敵ヴァリス王国の聖騎士団を全員道連れにした。
ルゼーブ
闇の森のダークエルフの大族長。ベルドの死後、評議会の一角をなす。
邪神戦争末期のマーモ島での戦いでは、炎の精霊王「エフリート」を召喚し、自分自身も含め闇の森ごとフレイム王国軍の中核「砂漠の鷹」騎士団フォザル隊を焼き殺して全滅させた。

### 支配の王錫探索隊
グローダー
バグナード一門の高弟。バグナードから2つの鍵の1つである「魂の水晶球」探索の密命を帯び、黒衣の将軍アシュラムに同行する。しかし「支配の王錫」を巡る旅の中で、次第にアシュラムに心酔するようになる。「魂の水晶球」探索に失敗した上、独断でアシュラムを救出したことから、バグナードに「制約（ギアス）」の魔法をかけられ、魔法が使えなくなる。以後は“賢者”（セージ）としてアシュラムの軍師となり活躍する。マーモ帝国滅亡後は、アシュラムに同行してロードス島を去った。
意外と茶目っ気もあり、戦いの前にジョークを飛ばしてアシュラムやアスタール達を爆笑させて緊張を解すような一面もある。
アスタール
太守の秘法探索の任にあたるアシュラムの配下として、ルゼーブが派遣したダークエルフ。ルゼーブの腹心で、上位精霊と盟約を結んで召喚するほどの実力の持ち主。ピロテースの兄。
アシュラムとの出会いは彼がベルドの配下に入ったときであり、その時それまでの仲間の裏切りで殺されかけた彼を間一髪で救っている。
火竜山の戦いではディードリットの召喚したジンに対抗してべヒーモスを召喚する。グローダーが敗退し、他の仲間も次々と目の前で倒されていく中でも徹底抗戦の構えをとる。スメディを倒したオルソンを倒そうとべヒーモスで攻撃するが狂戦士と化したオルソンを倒す事は出来ず、逆にジンによる攻撃とオルソンの剣を受けて壮絶な戦死を遂げた。
命の恩人でもあった彼の戦死にアシュラムはひどく負い目を感じており、アシュラムの命を狙って逆に取り押さえられたピロテースがそれを恨んでのことと知ると戦意を喪失してしまっている。
『コンプティーク』掲載時の「TRPGリプレイ第2部」には登場していない（冒頭の酒場での乱闘シーンにドロウ・エルフは登場するが、アシュラムの配下ではない）。
ガーベラ
太守の秘法探索の任にあたるアシュラムの配下として、ショーデルが派遣したファラリス神官。
『コンプティーク』掲載時の「TRPGリプレイ第2部」には登場していない。
スメディ
太守の秘法探索の任にあたるアシュラムの配下で、闇の森の蛮族出身の巨体の女戦士。2本のブロードソードを二刀流で振り回し、シーリスの剣を筋肉だけで止めてしまう強靱な肉体の持ち主。
火竜山の戦いではシーリスを打ち負かした後、割って入ったオルソンの剣を同様に筋肉で止め反撃しようとするが、狂戦士と化した彼の剣は止められず、そのまま貫かれ絶命した。
『コンプティーク』掲載時の「TRPGリプレイ第2部」には彼女は登場せず、ラーカスという名の男性の戦士が登場した。
ギルラム
太守の秘法探索の任にあたるアシュラムの配下で、闇の森の蛮族出身の巨体の戦士。共通語には不慣れである。

### その他のマーモ関連人物
ピロテース
アシュラム配下の女性ダークエルフ。アシュラムとは恋仲でもあるらしい。アスタールの妹で、最初は兄を無駄死にさせたアシュラムの命を狙っていた。パーンとディードリットに対応するアシュラムのパートナーとして設定された。
元はOVA版のオリジナルキャラクターだったが、その後原作にも登場し、水野良の別作品『クリスタニア』も含めた重要キャラクターとなった。OVAでは魔竜シューティングスターからアシュラムを庇い、戦死。
アルハイブ
マーモ帝国の軍船「海魔の角号」船長。アシュラム不在時には海賊行為を行なっており、それが原因でライデン盗賊ギルドに目をつけられてしまった。自己正当化と責任転嫁の権化である。
ジアド
暗黒騎士。オーガー並みと言われる程の怪力を誇るも、知能もまたオーガー並みと言われ、さらに卑劣な性格の持ち主。マーモ占領下の旧ヴァリス領アダンの街の領主で、太守の秘法探索の旅の失敗により失脚したアシュラムを配下とする。
ベルドに憧れてか常に赤い鎧を着用して「赤き鎧の将軍」を自称し、失脚したアシュラムから「魂砕き」を奪い取る。英雄でも勇者でもない小物でありながら、一時的にしろ「魂砕き」の所有者となった点では非常に稀有な存在。また人間としては唯一、エト王の手で裁断され葬られた（直接手を下したのはアダンの民衆）人物でもある。
シャーナ
暗黒騎士団の女騎士。マーモ属領カノンの、ナルガの村の領主。村のかつての領主であったカーソンと主従（敵対）関係を超えて愛し合うようになり、カーソンへの想いとマーモへの忠誠の間で苦悩する。マーモの人間であるが、村の良き領主になろうと努力している。
ログナー
暗黒神ファラリスの司祭。シャーナの後任領主。スクラングという名のマンティコアを飼っている。
ドレット
マーモ帝国武装商船団の団長。カノンからの撤退やマーモ島からの脱出に力を発揮した。
ヒックス
アシュラム率いる暗黒騎士団の副将。バルバスに挑む際に、アシュラムからもしものときは国王としてグローダー、ホッブと協力し民を纏めるよう指名される。
5人のダークエルフ
フレイムの宝物庫から魂の水晶球を盗んだ5人。「TRPGリプレイ第3部」では、捕まえたダークエルフDに対するスパーク達の酷い仕打ちに同情票が集まった。「英雄騎士伝」コミック版では、このうちの1名がメインの敵役になっている。
暁の傭兵団
カノンで活動するホブゴブリンの部隊。リプレイで登場し、その後の多くメディア展開でも登場している。
オーエン
ベルドによるマーモ統一以前の時期に、アシュラムが組んでいた盗賊の男。10年近くアシュラムの右腕として働き信頼も厚かったが、その信頼が頂点に達したときにアシュラムを裏切った。
レーテ
ベルドに忠誠を誓った闇の森の狩猟民の娘。兄である族長の命でベルドの身の回りの世話をしていた。ベルドとペルセイ評議会の争いによって死亡。
ソロン
レーテの兄で闇の森の狩猟民の族長。
ミストラ
マーモ盗賊ギルドの下級幹部。本名はディッツ。薄茶色の目で通称は「琥珀の目」。若きアシュラムとの抗争で有力者が命を落としたことで、マスターの地位に自分が着くことを狙っている。

## 帰らずの森
エスタス
帰らずの森のハイエルフ。森の中ではディードリットに次いで若いが、それでも1000歳を越えている。ハイエルフ族では若い者が対外的な問題の解決に当たるらしく、現在は彼が担当となっている。そのため剣の腕前も相当なもので、精霊王を召喚する実力の持ち主。
昔、人間社会に出た際に同族をたくさん殺した人間が英雄とされる事実にカルチャーショックを受けたため、「人間は野蛮」との観念に凝り固まっており、パーンですら「好きになれそうな感じではない」と評していた。しかし、パーンたちやリーフとの出会い、そして仲間のハイエルフが人間同様集団ヒステリーを起こしかけたことで徐々に「変化を拒絶している生き方が種族の未来を閉ざしているのかもしれない」との考えに傾き、最後にはかつては拒絶していた握手をパーンに求めるまでに態度を軟化させた。
ルマース
帰らずの森の長老。世界樹から生まれたハイエルフの最上位種。全身が淡く輝き、妖精界から物質界に召喚された当時の姿を今も色濃く残しており、エルフというよりは本来の妖精に極めて近い存在である。
ディードリットの父
帰らずの森のハイエルフ。普通は夫婦親子でも別居して暮らすハイエルフの中では妻子との同居を貫くある意味変人。パーンが対面したときに、（あまり歓迎していないことが分かる態度が覗いたとは言え）礼儀正しく接するなど他のハイエルフと比べると人間に対しても良識的な性格である一方、怒らせると娘に「拷問のような日々」と評される10日間ぶっ続けの説教を行う。

## 五色の魔竜
古代王国時代末期のロードス島太守に支配されていた竜で、魔法王国滅亡時に「太守の秘宝」の番人として呪縛された。
当初は五頭ともエンシェントドラゴン（古竜）とされていたが、その後マイセンとシューティングスターのみがエンシェントドラゴンで、他の三頭はエルダードラゴン（老竜）に改められた。(ただしナースについては、最近の人々の定説では老竜とされるが一部の少数派は古竜と主張していると設定され、正確なところは不明。)
エンシェントドラゴンは「始原の巨人」の鱗から生まれ、神話時代の神々の戦いで「神殺しの竜」と呼ばれた強力無比な竜王（エンシェントドラゴンロード）の眷属で、いわば神話時代の生き残りであるといわれる。エルダードラゴンは、基本的に幼竜・成竜と成長する一般的な竜種で、成竜として1000年の時を重ねると起こる第二の脱皮以降は時と共に力と知恵を増していき魔法を駆使できるようになったとされる。したがって能力的にはエンシェントドラゴンとエルダードラゴンで明確に違いがあると思われるが、共にはるか以前から生きており、人間以上の知性と強大な魔力を有し、巨大で強靭な体躯を誇る点では同じ。
なおドラゴンは卵を産まない種族だと設定が改められたので、一般のドラゴンの出自は謎とされている。
「金鱗の竜王」マイセン
金色の長い髭を持つ光竜（ライトドラゴン）で、モスのアルボラ山脈に住む。シューティングスターと並ぶロードス最強の竜。太守の秘宝は「生命の杖」。光竜は「神々の大戦」で光の神々に従った竜で、神聖魔法が使える(ただし使用を見た者がおらず本人も語っていないためどの神による魔法を使うのか謎とされている。賢者たちの中には信仰を失って使えなくなったのではないかとの陰口を叩く者もいる)。
魔神戦争時のハイランド国王マイセンII世が大ニースとウォートの協力により太守の呪縛から解放した。以後、彼の名を受け継ぎ「マイセン」を名乗る。それ以前は「金鱗の竜王」もしくは単に「竜王」と呼ばれていた。
五色の魔竜の中では比較的温和とされ、知能的に最も高いと思われる。学習にも熱心らしく、ロードスの現代語も習得している。一般に「竜王」と冠して呼ばれるが、分類としては古竜（エンシェントドラゴン）であり、かつて「神殺しの竜」と呼ばれた竜王（エンシェントドラゴンロード）ではない。それでも近隣のドラゴン系モンスターを服従させる、老竜では最強の部類に入るナースが彼の出現で戦意喪失して住処を捨てて逃げ出すなど、アレクラストのアクシズと共に他の竜とは格の違いを見せている。
「リプレイ第1部」や「コンパニオン」など初期の頃は、ハイランドの竜騎士が乗る竜は、マイセンの卵から生まれたゴールドドラゴンという設定だった。
「魔竜」シューティングスター
「五色の魔竜」では最も気性が荒く、最強とされる赤い火竜（ファイアドラゴン）。翼は4枚で瞳は金色。太守の秘宝は「支配の王錫」。
火竜山の火口に住み、その周辺の「火竜の狩猟場」と呼ばれる地域を餌場とするが、太守の呪縛によりそれ以上の場所には行けない。
肥沃な未開地「火竜の狩猟場」を難民入植地にするためフレイム王国軍による討伐が試みられたが、シューティングスターにはまったく歯が立たずに一方的に蹂躙されている。その後カシュー王や自由騎士パーンらによる少数精鋭のパーティにより退治された。TV版では火竜でありながら何故か溶岩で焼死している。
後に、活火山である火竜山の噴火を、シューティングスターが住処とするため火の精霊力を抑えていた事が『魔法戦士リウイ 呪縛の島の魔法戦士』で判明する。
『コンプティーク』掲載時の「TRPGリプレイ第2部」では、ヒュージ・レッドドラゴンとされている。
「氷竜」ブラムド
アラニア北部にある白竜山脈に住む白い氷竜。太守の秘宝は「真実の鏡」。
気性は温和とされ、近隣にあるマーファ大神殿の大ニースにより太守の呪縛から解放された。休眠期に「太守の秘宝」を求めるマーモの黒騎士アシュラムにより倒される。その後、大ニースの神聖魔法によって蘇生された。これは長らく裏設定とされていたが、『魔法戦士リウイ 呪縛の島の魔法戦士』において生存の描写がされた。
「水竜」エイブラ
自由貿易都市ライデンの沖にある青竜の島の洞窟に住む水竜（ウォータードラゴン）。形は大きな蛇に近く、翼と3重に巻いたとぐろの間から飛び出る4本の足でドラゴンと分かる。太守の秘宝は「魂の水晶球」。古代語魔法を使う。
気性は「五色の魔竜」の中で最も温和。「魂の水晶球」を求めるグローダーの挑発に牙を剥き、「支配の王錫」を求めるマーモの黒騎士アシュラムにより倒された（ブラムドと同じく休眠期だったらしい）。
『コンプティーク』掲載時の「TRPGリプレイ第2部」では、ヒュージ・ブルードラゴンとされている。OVA版とTV版では若干容姿が異なる。
「黒翼の邪竜」ナース
暗黒の島マーモの守護竜ともされる黒い闇竜（ダークドラゴン）。太守の秘宝は「知識の額冠」。闇竜は「神々の大戦」で闇の神々に従った竜の一族で、暗黒魔法が使える。
呪縛から解放された時期は英雄戦争の後で、バグナードの支配下に置かれていた。アシュラムやバグナードには「狡猾なだけ」「姑息なだけ」と蔑視されていたが、後の行動を見る限り、力だけに頼らないある意味知的な竜だと思われる。
邪神戦争ではハイランド軍の参戦とマイセンの出現で不利を悟って、マーモを離れ、南の海へ飛び去った。
次作では新天地で幸福な生活を手に入れたが、竜爪の錫杖により再度マーモに呼び返された。

## 古代王国時代の人物
『ロードス島戦記』の時代から遡ることおよそ500年前まで栄えた古代魔法王国カストゥール時代の人物。
カーラ
人間であった頃の名前はアルナカーラ。付与魔術一門の魔術師。灰色の魔女。六英雄の一人「名も無き魔法戦士」の正体でもある。ロードスの歴史を影から操る人物。ターバ神殿に侵入した際にレイリアに憑依。その後パーン達によってサークレットを外されるも、ウッドチャックが自ら望んで憑依された。
ル・フロイ
「至高なる」ル・フロイ。ロードス島の初代太守で、付与魔術一門の魔術師。ロードス支配の核としてルノアナ湖に湖上都市クードを建設した。蛮族を力で屈服させるのではなく、話し合いによって平和裏に支配しようとした当時の魔術師としては稀な人物。判明している歴代のロードス太守では唯一の付与魔術師で、その性格と相まって「ロードス太守の娘」で「マーファの信者」とされる灰色の魔女カーラの父親とする説もあるが、定かではない。
アガナー
ロードス島の2代目太守。死霊魔術一門の魔術師。当時としては一般的な強大な力による支配を推し進め、砂漠の蛮族以外を屈服させた。
サルバーン
古代王国時代のロードス島の最後の太守。死霊魔術一門の魔術師。古代王国崩壊時に最後まで蛮族との戦いを続け、「太守の秘宝」を五匹の竜に託して湖上都市クードの戦いで死亡した。しかし死霊魔術を用いて「不死の王（ノーライフキング）」となり、今もルノアナ湖周辺に住んでいる。
ストラール
帰らずの森の呪いに囚われていた召喚魔術一門の魔術師。森を封印していたハイエルフへの復讐を企む。古代魔法王国崩壊の影響で魔法は使えず、サルバーンを探し出して助力を頼み、アンデッドモンスターを借り受けた。
アザート
ロードス島において、古代王国に最後まで反抗を続けた砂漠の民の先祖の精霊使い。自らの命を賭けて風の精霊王、炎の精霊王と盟約を結び、血の繋がる子孫に従うようにして息絶えた。それによって土地が砂漠化してしまうが、子孫たちは盟約の力によって精霊王を従えて古代王国と戦い続けた。しかしロードス島三代目の太守（死霊魔術師）の時代に精霊王は封印されてしまい、さらに策略により砂漠の民は2派に分かれて相争うことになる。
ナニール
古代王国末期、反旗を翻したロードス島の諸部族を率いたマーモ島出身の女性指導者。破壊の女神カーディスの神官であり、死しても魂が新しく生まれる赤子に宿って本来の魂を消滅させて何度でも転生する。古代王国が滅びた後は新王国樹立を図ったが、カーラの策略によりアラニアの建国王カドモスI世との50年にわたる争いに敗れて封印された。ナニールの部族はこの時の政争で殺戮に遭い、僅かな生き残りは「闇の森」に逃げ込み、以後は闇の森の蛮族と呼ばれ今に至る。数百年後に地震と盗掘によって封印が解けるも冒険者に打ち倒され、転生憑依した赤子は大ニースのもとに預けられ、元の赤子の魂が消滅することなくレイリアとして成長。レイリアの体の中で眠り続けたままとなっていたナニールの魂は、今までの転生と違って赤子の本来の魂という形で娘の小ニースに受け継がれる。

## 新王国時代の歴史上の人物
エゾール1世
カノンの建国王。
アスナーム
ヴァリスの建国王。かつてのエルベク王国の貴族。
カドモスI世
ナニールとの50年に渡る戦いを制してアラニアを建国した英雄王。
ブルネイ
ベルド以前で唯一マーモ島を統一した、ブルネイ王国の建国王。ベルドのマーモ帝国の王城コンクァラー（スパークのマーモ王国時代には、ウィンドレストと改名）は、ブルネイ王国時代の建築を改修したものである。

## その他の登場人物
バルバス
漂流王となったアシュラムの意識に語りかけてきた、「神」を名乗る者。アシュラムと取引をし、断崖に閉ざされた大地を一部開放して漂流民を救う代わりに、アシュラムの肉体を自らの魂の器にする。